# 也客捏兀鄰
也客・捏兀邻（蒙古语：Yeke Neülin），《元朝秘史》等汉文史料中汉字记为也客捏兀鄰，捏兀邻意为驻营的帐幕群、驻营地。波斯文史料《史集》等记作نوره نویان（Nūra Nūyān），据此也被转写为不劣・那颜。13世纪前半叶效力于蒙古帝国的唐兀惕部将领。
《史集》记载了一则轶事：成吉思汗某次出猎时偶遇牧羊者不劣，因其应对得体而赏识，遂将察罕带回宫廷任职。但《元史·卷120》将此事归于察罕，关于捏兀邻的出身记载存在矛盾。
1206 年蒙古帝国建国后，成吉思汗整备怯薛（亲卫队）制度，其中一千人被定位为宿营（客卜帖兀勒）。《史集》等称这直属成吉思汗的千人为亲卫千户或成吉思汗直属千户，《元史》等记为 “御帐前首千户”，其初代千户长为唐兀惕部的察罕。也客・捏兀邻最初被任命为该千户中的百户长。
当察罕被提拔为攻打金朝方面军将帅后，与其同族的也客・捏兀邻接任客卜帖兀勒千户长。此后其事迹记载较少，成吉思汗去世后窝阔台即位，他与察罕一样都担任攻打金朝的将领。新的客卜帖兀勒千户由合答安·答勒都儿罕担任。此举被认为是因窝阔台忌惮由察罕、捏兀邻等率领的原客卜帖兀勒，与成吉思汗幼子拖雷关系密切，于是解体旧客卜帖兀勒、重组新的客卜帖兀勒。